# Mihai Țurcaș
Mihai Țurcaș (n. 18 noiembrie 1942, Brașov, România – d. 24 decembrie 2002) a fost un canoist român, laureat cu bronz la Tokio 1964 și cu argint la Mexico 1968.
A început să practice caiac canoe la Clubul Sportiv Școlar nr. 2 Brașov, apoi a activat la CS Dinamo București. Alături de Simion Cuciuc, Atanasie Sciotnic și Aurel Vernescu, a cucerit medalia de bronz la proba de K4 1000 m masculin la Jocurile Olimpice de vară din 1964 de la Tokyo. La Campionatul European de 1965 a câștigat medalia de argint la K4 1000 m. A devenit dublu campion european la ștafetă K1 4×500 m pentru caiac simplu și la K4 1000 m în anul 1967. La Jocurile Olimpice de vară din 1968 de la Ciudad de México a fost laureat cu argint la K4 1000 m, împreună cu Dimitrie Ivanov, Anton Calenic și Haralambie Ivanov.
După ce s-a retras a devenit antrenor. A fost antrenorul loturilor naționale de juniori și de seniori, precum și lotul olimpic masculin.

## Distincții
- Ordinul „Meritul Sportiv” clasa a III-a (25 octombrie 1966) „pentru rezultatele deosebite obținute în competițiile sportive internaționale, precum și pentru contribuția valoroasă adusă la dezvoltarea culturii fizice și sportului în țara noastră”[2]